# اندیس چشمه قربان
چشمه قربان یک اندیس فلزی است که در حوالی شهر پشت بادام استان یزد قرار دارد و مادهٔ معدنی موجود در آن، مس است.  